# Hydroélectricité au Vietnam

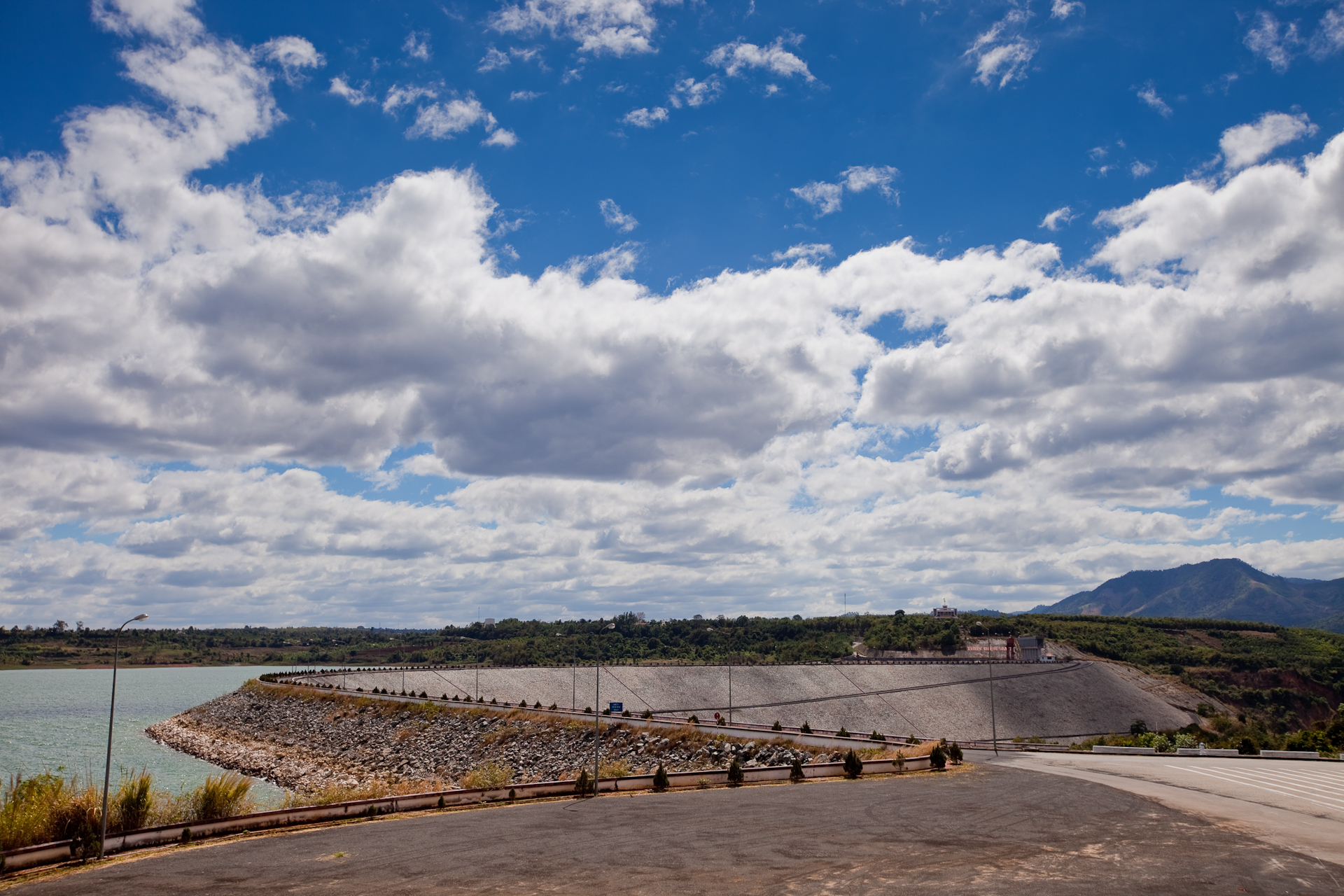
Barrage de Yali Falls (720 MW), provinces de Gia Lai et Kon Tum, 2012.

Le secteur de l'hydroélectricité au Vietnam occupe une place majeure dans l'économie du pays : sa part dans la production d'électricité était de 29,2 % en 2024 (34,7 % en 2022).
Le Vietnam se classe en 2024 au 8e rang mondial des producteurs d’hydroélectricité avec 2 % de la production hydroélectrique mondiale. La puissance installée des centrales hydroélectriques vietnamiennes se classe au 10e rang mondial avec 1,6 % du total mondial et au 3e rang en Asie derrière la Chine et le Japon.
Le potentiel hydroélectrique n'est exploité qu'à un peu plus de moitié, mais le développement de la production hydroélectrique a été rapide : elle a été multipliée par seize entre 1990 et 2024.

## Potentiel hydroélectrique
Le potentiel hydroélectrique économiquement exploitable était évalué en 2013 par le Conseil mondial de l'énergie à 100 TWh/an, localisé surtout dans les régions du nord et du centre.
La production hydroélectrique atteignait 78,6 TWh en 2021 : le potentiel inexploité reste donc important.
Le potentiel hydroélectrique est estimé en 2023 à 40 GW, soit près du double de la puissance installée fin 2023 : 22,9 GW.

## Production hydroélectrique
Selon l'International Hydropower Association (IHA), la production hydroélectrique du Viêt Nam s'est élevée à 96 TWh en 2024, soit 2,1 % de la production mondiale, au 8e rang mondial, loin derrière son voisin chinois : 1 424 TWh (30,4 %) et l'Inde : 198 TWh (4,3 %), mais devant le Japon : 80 TWh.
L'Energy Institute estime la production hydroélectrique du Viêt Nam à 88,7 TWh en 2024 (80,6 TWh en 2023), soit 2,0 % de la production mondiale, au 8e rang mondial, loin derrière la Chine (1 354,3 TWh, 30,4 %) et l'Inde (3,5 %), mais devant le Japon (1,8 %).
La production nationale d'électricité hydraulique atteignait 95,9 TWh en 2022 (78,6 TWh en 2021), soit 34,7 % de la production totale d'électricité du pays.
| Année                                         | Production hydro | Variation | Production élec. totale | % hydro |
| 1990                                          | 5 369            |           | 8 681                   | 61,8 %  |
| 2000                                          | 14 551           |           | 26 561                  | 54,8 %  |
| 2010                                          | 27 550           |           | 94 903                  | 29,0 %  |
| 2011                                          | 40 924           | +48,5 %   | 104 071                 | 39,3 %  |
| 2012                                          | 52 795           | +29,0 %   | 117 591                 | 44,9 %  |
| 2013                                          | 51 955           | -1,6 %    | 120 578                 | 43,1 %  |
| 2014                                          | 59 841           | +15,2 %   | 138 366                 | 43,2 %  |
| 2015                                          | 57 174           | -4,5 %    | 163 277                 | 35,0 %  |
| 2016                                          | 63 941           | +11,8 %   | 180 917                 | 35,3 %  |
| 2017                                          | 85 940           | +34,4 %   | 196 678                 | 43,7 %  |
| 2018                                          | 83 081           | -3,3 %    | 218 347                 | 38,0 %  |
| 2019                                          | 66 117           | -20,4 %   | 238 025                 | 27,8 %  |
| 2020                                          | 72 892           | +10,2 %   | 240 121                 | 30,4 %  |
| 2021                                          | 78 553           | +7,8 %    | 253 416                 | 31,0 %  |
| 2022                                          | 95 929           | +22,1 %   | 276 414                 | 34,7 %  |
| 2023                                          | 80 600           | -16,0 %   | 276 600                 | 29,1 %  |
| 2024                                          | 88 700           | +10,0 %   | 303 600                 | 29,2 %  |
| Sources : Agence internationale de l’énergie. |                  |           |                         |         |

Les variations climatiques entrainent des fluctuations importantes : la production hydroélectrique brute de 2005 est inférieure de 11 % à celle de 2003, celle de 2010 est inférieure de 8 % à celle de 2009, celle de 2019 de 20 % inférieure à celle de 2018 et celle de 2023 de 15,6 % à celle de 2022.
Selon l'IHA, la production hydroélectrique du Viêt Nam s'est élevée à 81 TWh en 2023, au 8e rang mondial avec 1,9 % de la production mondiale, loin derrière la Chine : 1 141 TWh et l'Inde : 149 TWh, mais devant le Japon : 80 TWh.
L'Energy Institute estime la production hydroélectrique du Viêt Nam à 80,9 TWh en 2023 (95,9 TWh en 2022), au 8e rang mondial avec 1,9 % de la production mondiale (2,2 % en 2022), loin derrière la Chine (1 226 TWh, 28,9 %) et l'Inde (3,5 %), mais devant le Japon (1,8 %).
La production hydroélectrique se classait en 2021 au 14e rang mondial avec 1,2 % de la production mondiale, et en 2020 au 13e rang mondial avec 1,2 % de la production mondiale.

## Puissance installée
La puissance installée des centrales hydroélectriques du Vietnam s'élevait à 23 058 MW fin 2024, soit 1,6 % du total mondial, au 10e rang mondial et au 3e rang en Asie derrière la Chine (435 950 MW ; 30,2 %) et le Japon (3,4 %). Les mises en service en 2024 s'élèvent à 180 MW. 
Les mises en service en 2023 s'élèvent à 334 MW, au 10e rang mondial.
En 2022, 33 MW ont été mis en service grâce à l'achèvement de la centrale Dak Di 1.
Les mises en service de 2021 se sont élevées à 222 MW, dont la centrale de Thuong Kon Tum (220 MW). Le 8ème plan de développement de l'électricité, publié en 2021, prévoit 4 800 MW de petite hydraulique en 2025, 5 000 MW en 2030 et près de 6 000 MW en 2045 ; il prévoit aussi d'accélérer les chantiers des grands projets, dont les extensions des centrales de Hoa Binh et Ialy en 2022, ainsi que 200 MW additionnels à la centrale de Tri An.
Les mises en service de 2020 se sont limitées à 80 MW, dont Pa Hu (26 MW) et Mong An (30 MW). La construction de l'extension de 480 MW de la centrale de Hoa Binh a été entamée ; elle portera la puissance de la centrale à 2 400 MW ; une autre extension de 180 MW sera lancée en 2021 à la centrale de Yaly.
Les mises en service de 2019 se sont limitées à 80 MW. La Banque asiatique de développement a accordé un prêt pour la réhabilitation des panneaux solaires flottants sur le barrage de Da Mi et deux enchères pour 50 à 300 MW pour des panneaux solaires flottants sur les réservoirs de centrales hydroélectriques sont prévues pour 2020.
En 2017, les mises en service ont atteint 373 MW, dont le projet Trung Son (260 MW), dans le district de Quan Hoa, premier projet hydroélectrique vietnamien financé par la Banque Mondiale. La centrale de Thac Mo a porté sa puissance de 150 MW à 225 MW et le projet de Thuan Hoa (38 MW) a été achevé sur la rivière Mien, le long de la frontière avec la Chine.
En 2016, 1 095 MW ont été mis en service au Vietnam : les deux dernières turbines de 400 MW de la centrale de Lai Châu (1 200 MW), qui fournira environ 4,6 TWh/an ; la deuxième turbine de 265 MW de la centrale de Huoi Quang (520 MW) et l'aménagement au fil de l'eau de Cốc San (30 MW), tous deux situés au nord-ouest du pays.
Le Vietnam a mis en service en 2015 quatre centrales totalisant 1 030 MW, dont la centrale de Dong Nai (150 MW), les premières turbines (400 MW) de celle de Lai Châu, qui atteindra 1 200 MW à son achèvement, (260 MW) à la centrale de Huoi Quang (520 MW en 2016) et la centrale de Ben Chat (220 MW).

## Politique énergétique
Le gouvernement vietnamien a approuvé en décembre 2015 la nouvelle Stratégie de développement de l'énergie renouvelable pour 2030, qui prévoit une progression de la production hydroélectrique de 56 TWh en 2015 à 90 TWh en 2020 (avec 21 000 MW de puissance installée) et 96 TWh en 2030. Il est prévu d'installer 1 800 MW de pompage-turbinage d'ici 2020 et 5 700 MW d'ici 2030.
Le gouvernement prévoit d'atteindre en 2030 une puissance de 30 GW sur un potentiel de 40 GW. Le VIIIème plan de développement de l'électricité, publié en 2022, accorde la priorité aux projets à buts multiples et à la petite hydraulique.
Le plan gouvernemental sur la transition énergétique donne la priorité aux autres énergies renouvelables, qui devraient couvrir 31 % des besoins en 2030, alors que la part de l'hydroélectricité chuterait de 30 % en 2020 à 19,5 % en 2030, malgré la progression de sa puissance installée à 29,35 GW.

## Principales centrales hydroélectriques
La plupart des aménagements hydroélectriques vietnamiens sont à buts multiples : ils contribuent à l'irrigation et à l'approvisionnement des villes en eau.

Aménagement hydroélectrique de Sơn La
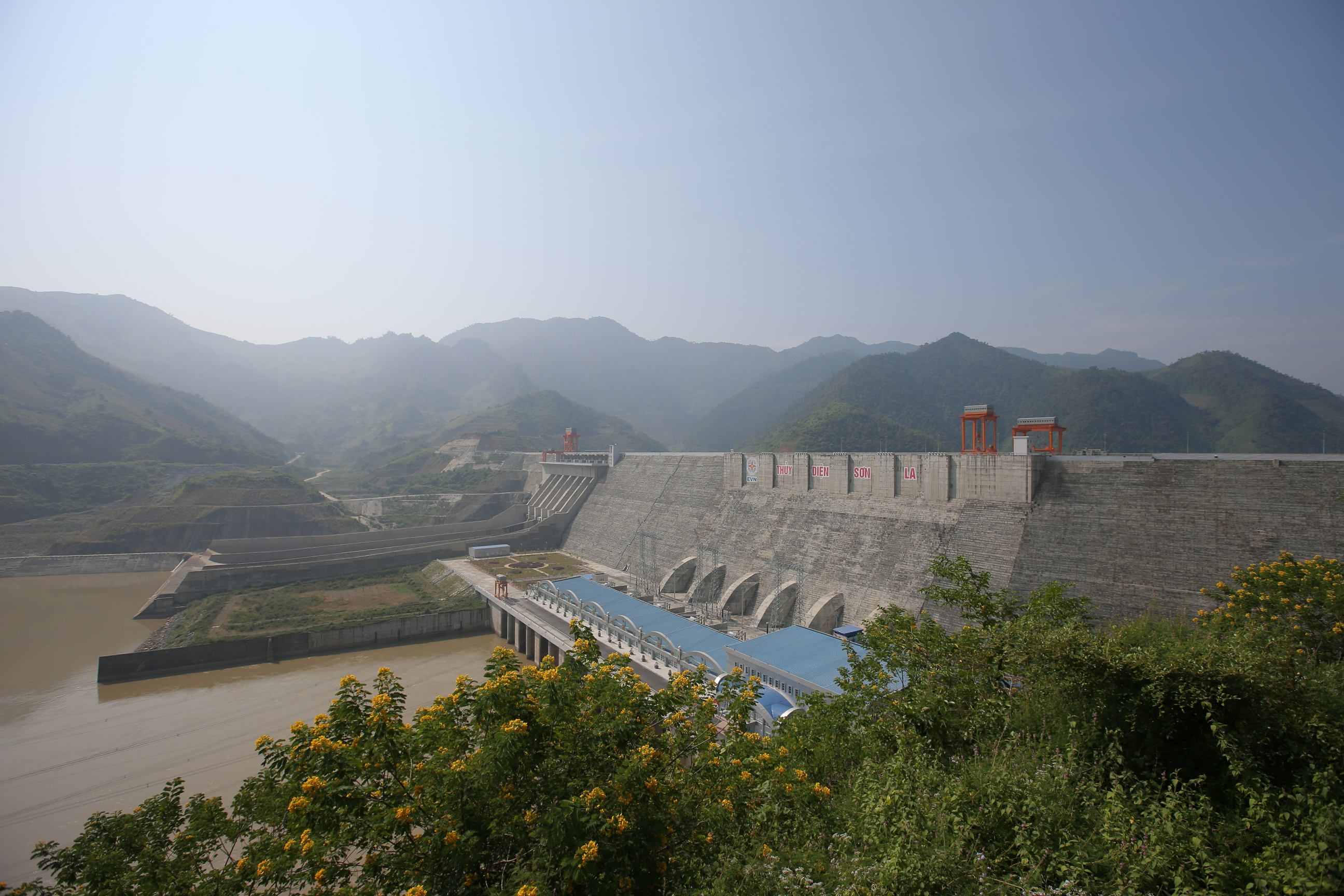
Barrage de Sơn La en 2013.
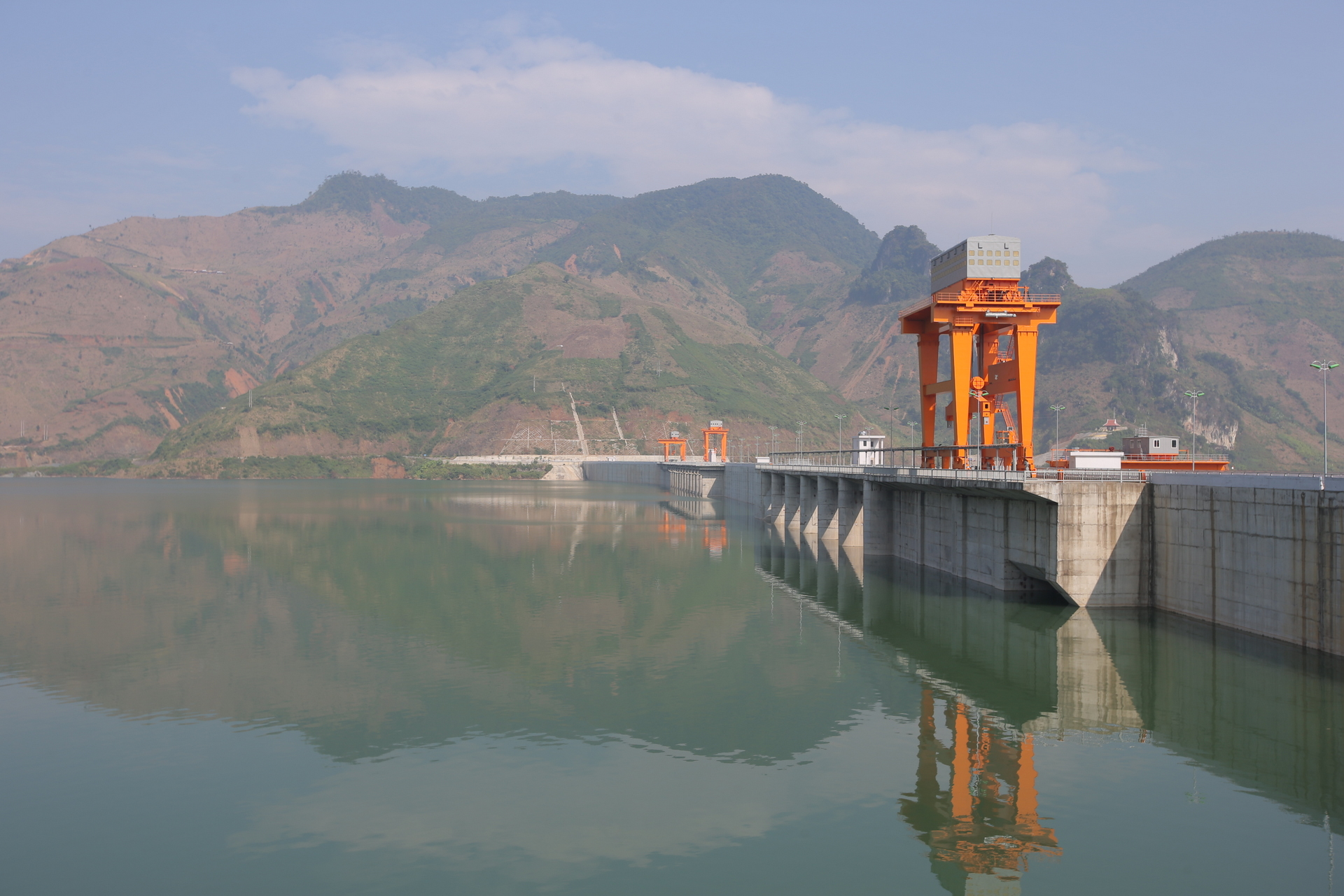
Réservoir du barrage de Sơn La en 2013.
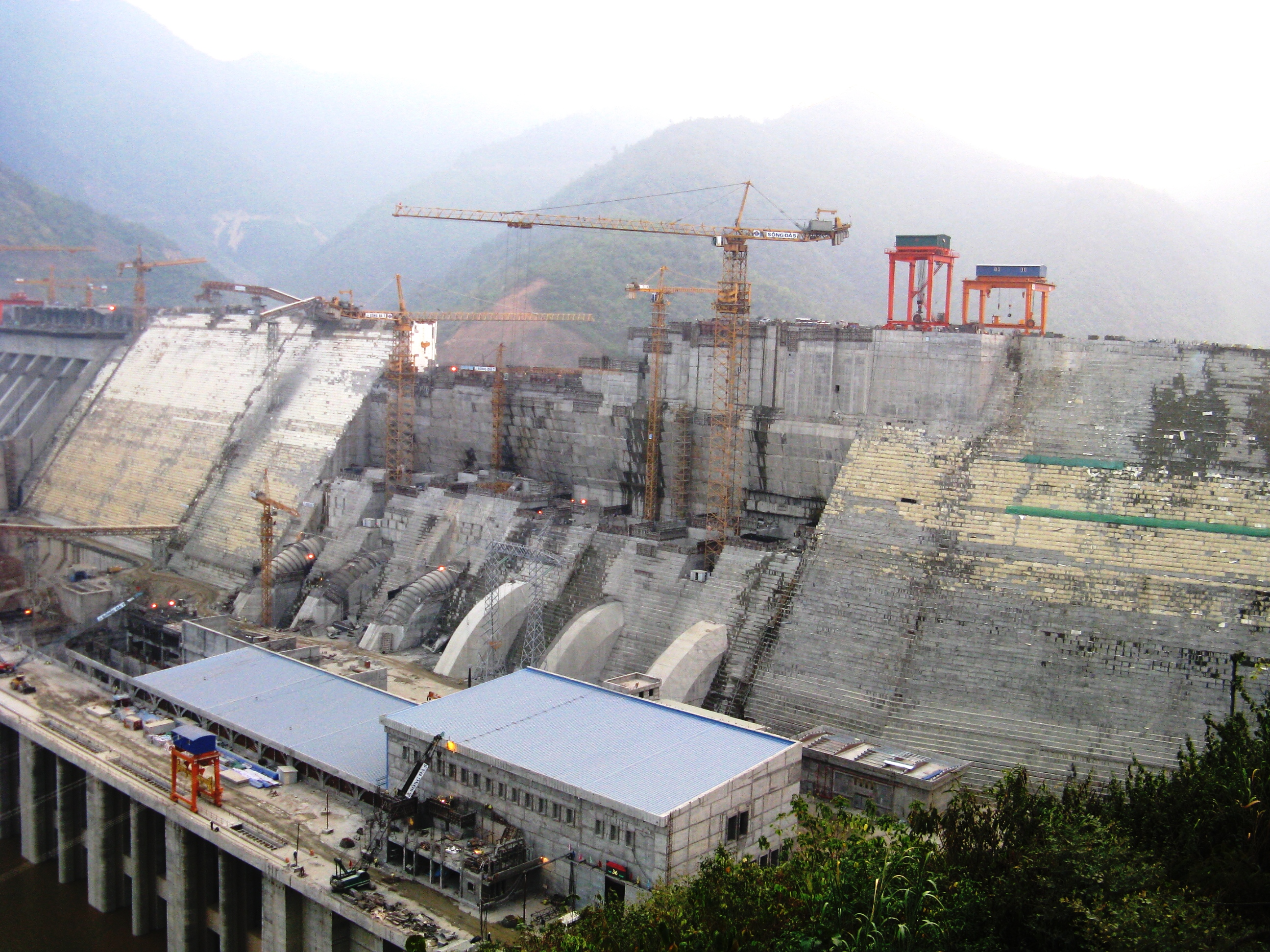
Construction du barrage de Sơn La en 2010.

Aménagement hydroélectrique de Hòa Bình
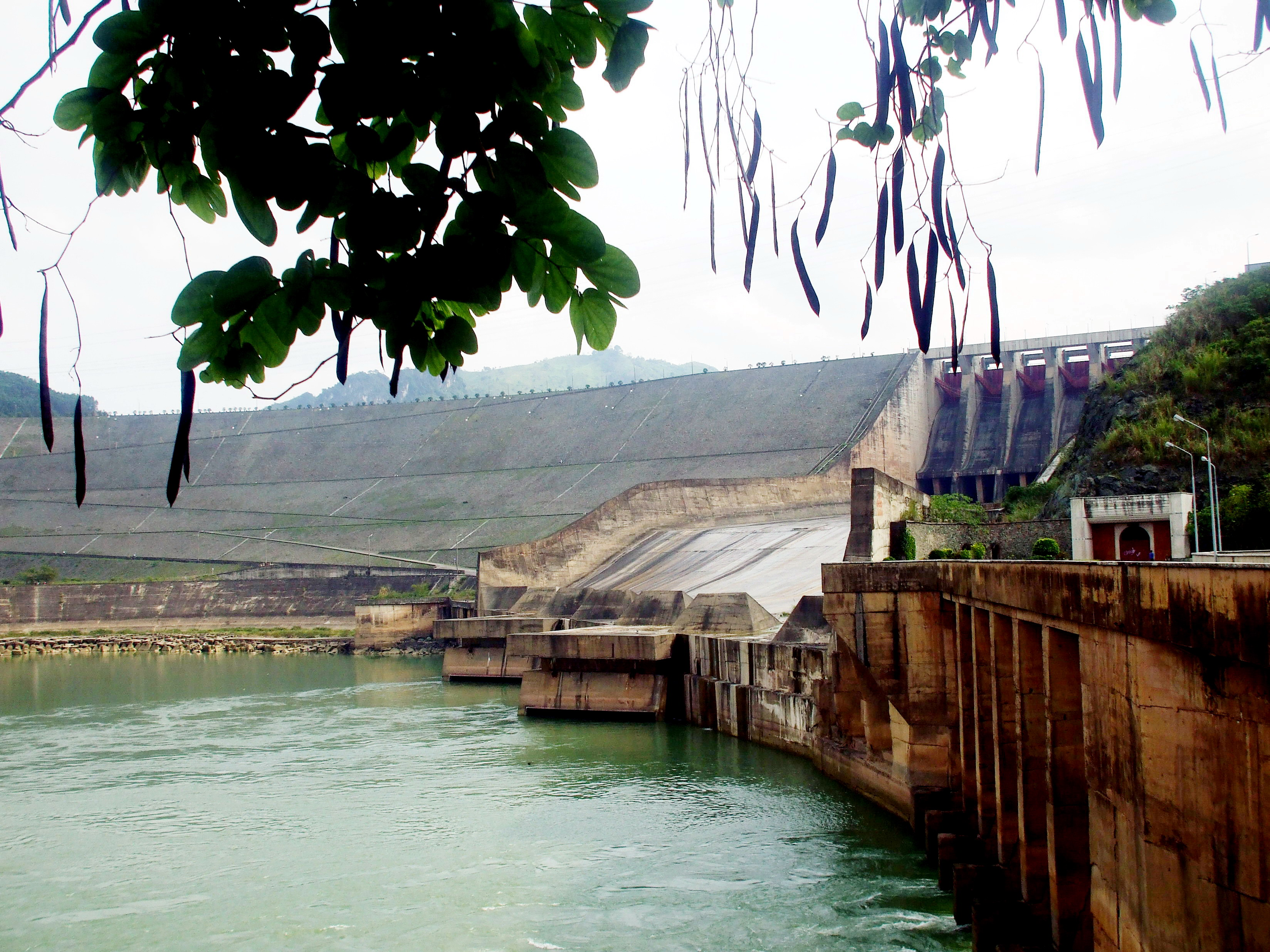
Évacuateur de crue du barrage de Hòa Bình, 2010.
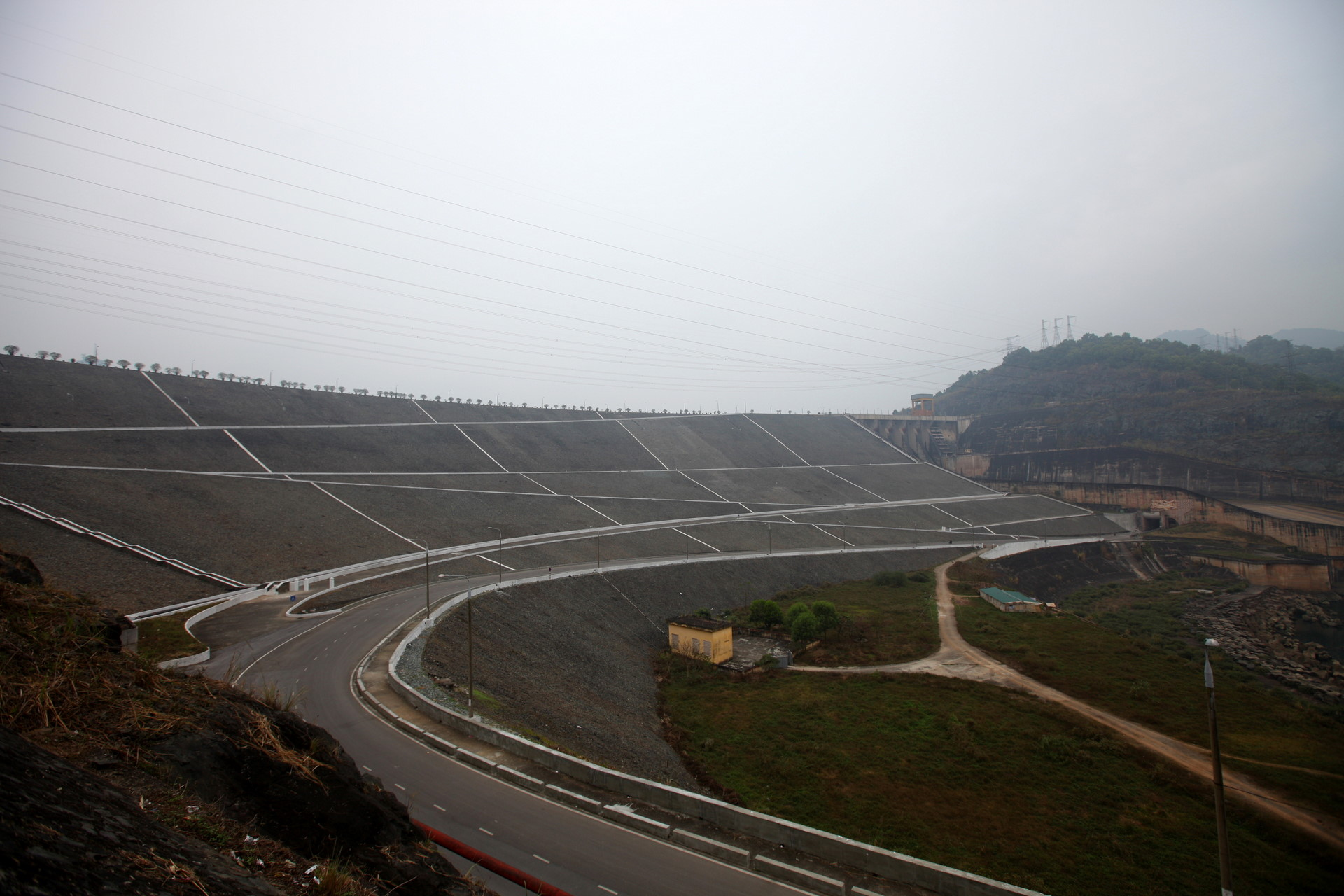
Barrage de Hòa Bình, 2012.
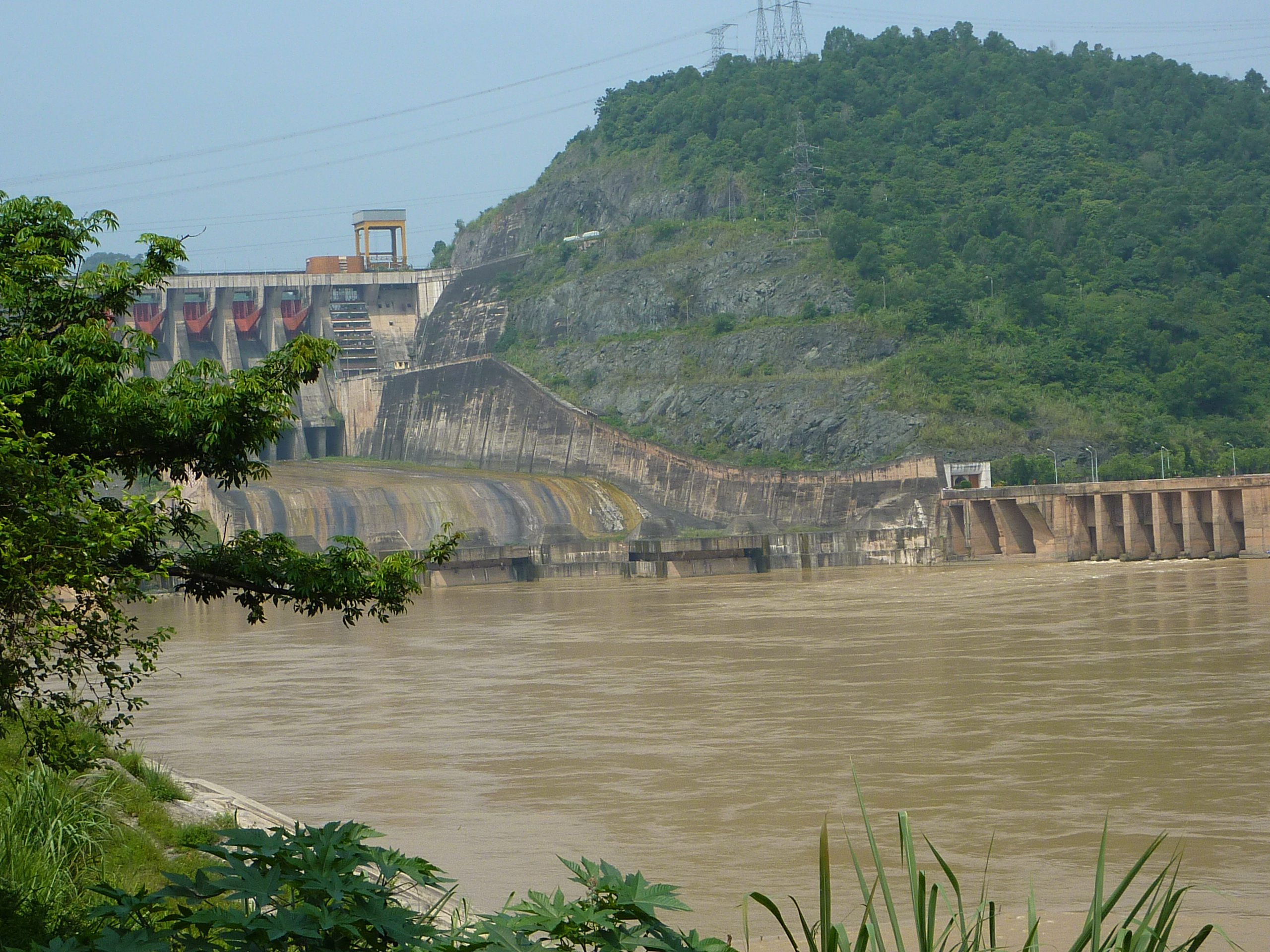
Barrage de Hòa Bình, 2011.
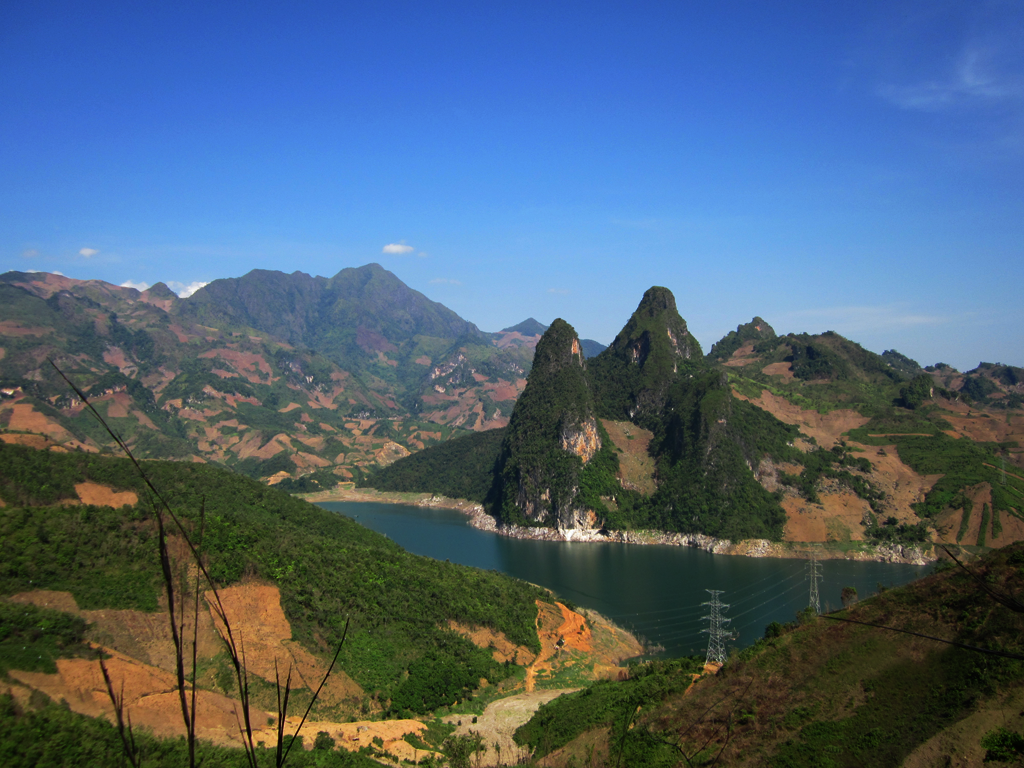
Vue sur le réservoir de Hoa Binh depuis le plateau de Moc Chau Plateau, 2013.

Principales centrales hydroélectriques :
| Nom                   | Localité                | Cours d'eau                                | Puissance (MW) | Construction | Notes                                                 |
| --------------------- | ----------------------- | ------------------------------------------ | -------------- | ------------ | ----------------------------------------------------- |
| Barrage de Sơn La     | province de Sơn La      | Rivière Noire                              | 2400           | 2005- 2012   | le plus puissant d'Asie du Sud-est,.                  |
| Barrage de Hòa Bình   | province de Hòa Bình    | Rivière Noire                              | 1920           | 1979 - 1994  | [ 15 ]                                                |
| Lai Châu              | province de Lai Châu    | Rivière Noire                              | 1200           | 2011-2016    | ,                                                     |
| Yali Falls            | province de Gia Lai     | Sesan (Tonlé San), affluent du Mékong      | 720            | 1993-2001    | [ 15 ]                                                |
| Huoi Quang            | province de Lai Châu    | Nam Mu, affluent de la rivière Dà          | 520            | 2008-2016    | ,                                                     |
| Hàm Thuận – Đa Mi     | province de Bình Thuận  | La Ngà                                     | 475            | 1997-2001    | complexe de 2 centrales en cascade (300 MW et 175 MW) |
| Trị An                | province de Đồng Nai    | Dong Nai                                   | 400            | 1984-1988    | en aval de la centrale de Đa Mi                       |
| Se San 4              | province de Gia Lai     | Sesan (Tonlé San), affluent du Mékong      | 360            | 2010         | en aval du barrage de Yali                            |
| Na Hang (Tuyên Quang) | province de Tuyên Quang | Gâm                                        | 342            | 2002-2008    | [ 15 ]                                                |
| Song Ba Ha            | province de Phu Yen     | Ba Ha                                      | 330            | 2007-2009    | [ 15 ]                                                |
| Ban Ve                | province de Nghe An     | Ca                                         | 320            | 2004-2010    | [ 18 ]                                                |
| Dai Ninh              | province de Binh Thuan  | Dong Nai, affluent de la rivière de Saïgon | 300            | ?-2008       | [ 19 ]                                                |
| Thuong kon tum        | province de Kon Tum     | Dak Nghe/Se San                            | 220            | 2009-2021    | [ 20 ]                                                |